# Cecil Payne
Cecil Payne (Brooklyn vagy New York, 1922. december 14. – New Jersey, 2007. november 27.), amerikai baritonszaxofonos. Mint zenekarvezető olyan zenészekkel is dolgozott, mint Dizzy Gillespie és Randy Weston. Gitáron, klarinéton és altszaxofonon is játszik.

## Pályafutása
Altszaxofont és klarinétot tanult Pete Browntól. és 1946-ban J.J. Johnson és Roy Eldridge együttesében kezdett játszani New Yorkban bebopot. Erősen hatott rá Charlie Parker. Dizzy Gillespie afrocuban big bandjében játszott 1946 és 1949 között, majd az Illinois Jacquet együttesben 1952 és 1954 között.
1956-tól Randy Westonnal játszott, 1963 és 1966 között Machitoval, majd 1968-ig Woody Hermannal, 1969 és 1971 között pedig Count Basie-vel dolgozott.
Az 1970-es évek közepén a nővérével, Cavril Payne énekesnővel szerepelt.

## Lemezek
Zenekarvezetőként
- Block Buster Boogie and Angel Child (1949)
- Hippy Dippy and No Chops (1949)
- Patterns of Jazz (1957)
- Cecil Payne Performing Charlie Parker Music (1961)
- The Connection (Charlie Parker, 1962)
- Brookfield Andante (1966)
- Zodiac (1968, 1973)
- Brooklyn Brothers és Duke Jordan (1973)
- Bird Gets The Worm (1976)
- Bright Moments (1979)
- Cerupa + Eric Alexander, Harold Mabern, Freddie Hubbard (1993)
- Scotch and Milk (1997)
- Payne's Window (1998)
- The Brooklyn Four Plus One (1999)
- Chic Boom: Live at the Jazz Showcase és Eric Alexander (2000)